# Arlanzón (rivier)

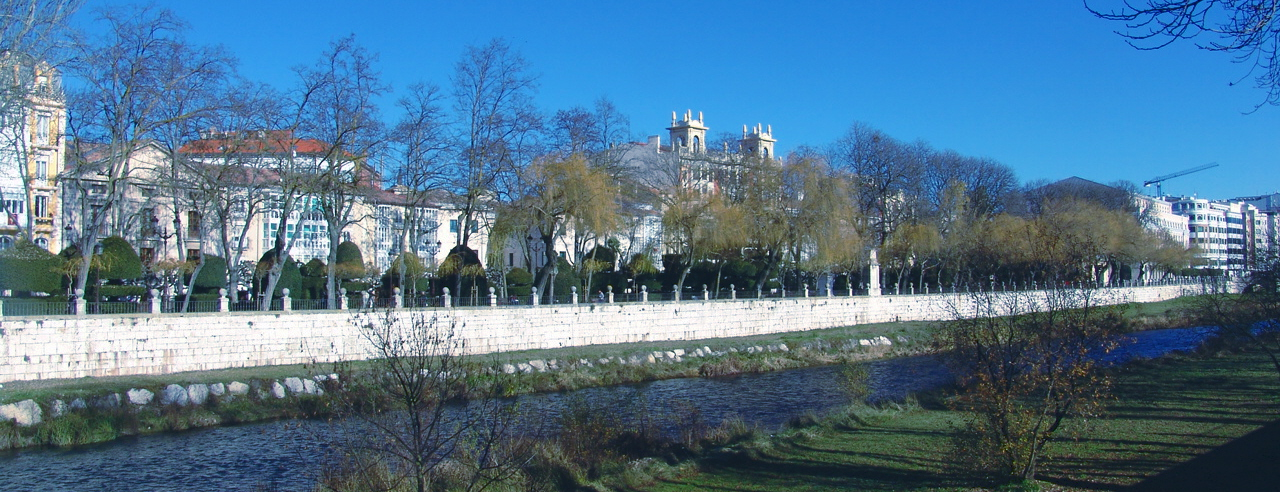
De Arlanzón bij Burgos.

De Arlanzón is een rivier in de Spaanse autonome regio Castilië en León. De rivier ontspringt in de Sierra de la Demanda in het zuidoosten van de provincie Burgos. De rivier stroomt eerst richting westen, door de stad Burgos, en mondt ten oosten van Palencia uit in de rivier de Pisuerga.
- Gemeinsame Normdatei: 1052003710
- Library of Congress Control Number: sh2013003569
- Nationale Bibliotheek van Israël: 987007579222805171
- Virtual International Authority File: 308744247